# Istituto per la storia dell'Umbria contemporanea
L'Istituto per la storia dell'Umbria contemporanea (Isuc) è un ente pubblico che ha lo scopo di approfondire e diffondere la conoscenza della storia dell’Umbria contemporanea. Ha sede a Perugia, all'interno del palazzo del Seminario, in piazza IV Novembre 23.

## Storia

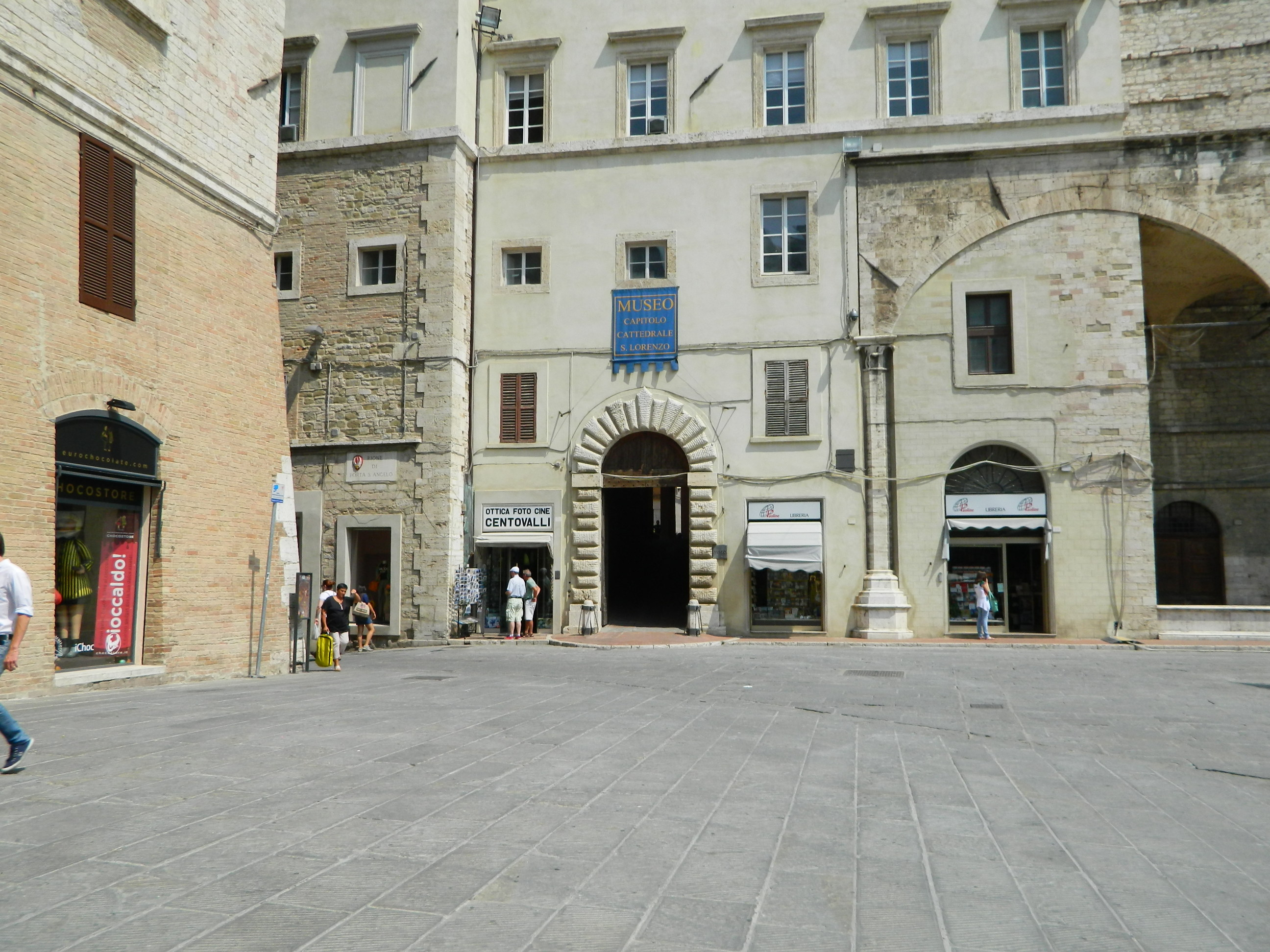
L'ingresso della sede in piazza IV Novembre

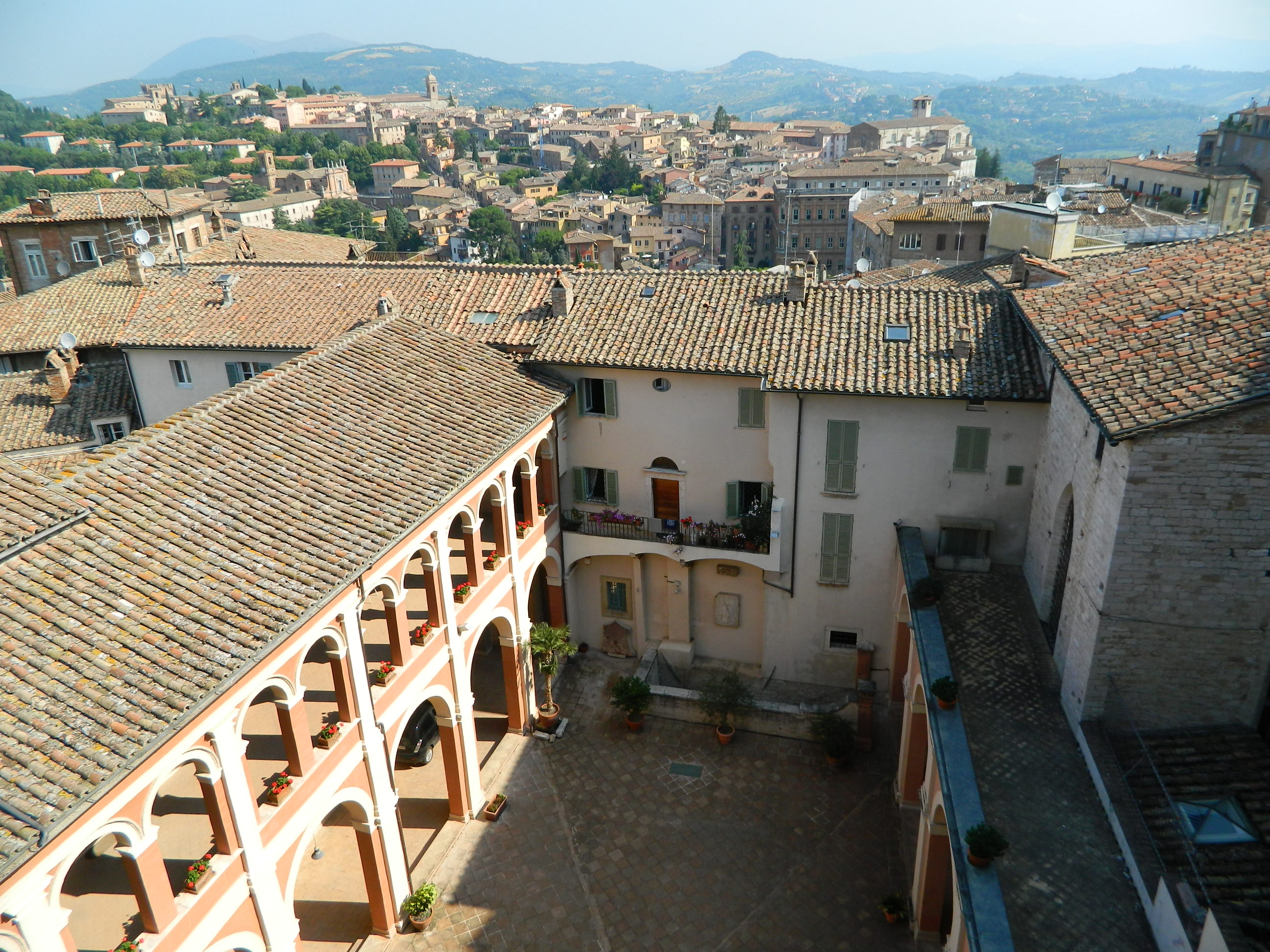
Vista dagli uffici

Nel clima delle celebrazioni del trentesimo anniversario della Resistenza, nel 1974, per iniziativa dei consiglieri regionali e di ex partigiani, con la legge regionale n. 31 del 29 aprile 1974 venne costituito l'Istituto per la storia dell'Umbria dal Risorgimento alla Liberazione.
Il 26 agosto dello stesso anno, un apposito comitato di 7 membri, procedette alla redazione dello statuto dell'Istituto, il quale verrà approvato con legge regionale il 10 aprile 1975. Il Consiglio Regionale il 6 aprile 1976 nominò una commissione provvisoria, rappresentativa di tutti gli orientamenti politici e culturali espressione dei partiti della Resistenza, composta da nove membri: prof.ssa Fiorella Barroccini, prof. Carlo Carini, prof. Arnaldo D'Addario, prof. Giambiagio Furiozzi, avv. Francesco Innamorati, dott. Ugo Lucarelli, prof.ssa Olga Marinelli, prof. Ruggero Puletti, prof. Carlo Tomassini. La commissione ebbe l'incarico di prendere tutti gli opportuni provvedimenti per assicurare il funzionamento dell'Istituto.
La commissione svolse una prima campagna soci prendendo contatto con la realtà comprensoriale e convocando personalità e associazioni interessate all'attività dell'Istituto, raggiungendo così il numero di 281 soci di cui 221 a titolo individuale e 60 fra Comuni, sindacati, scuole, biblioteche, associazioni culturali e partigiane. I nuovi soci e il Consiglio Regionale in seguito nominarono i 13 membri del comitato direttivo.
Nel corso della prima e della seconda seduta assembleare, svolte nel febbraio e nell'ottobre del 1977, venne eletto come presidente dell'Istituto la prof.ssa Fiorella Bartoccini.
Nel 1983 l'Istituto ha assunto la denominazione attuale e ha raggiunto la piena autonomia statuaria con la ristrutturazione del 1995 (legge regionale n. 6), che gli ha consentito di entrare a far parte della rete degli istituti storici associati all'Insmli.
Attualmente l’Istituto è regolato dalla legge regionale n. 8 del 5 maggio 2021 . L'attività dell'Istituto è coordinata dal Comitato tecnico scientifico, composto, oltre che dal presidente, Alberto Stramaccioni, da Massimiliano Presciutti (vicepresidente), da Jacopo Caucci,  Costanza Bondi ed Alba Cavicchi.

## Presidenti
Il primo presidente è stata la prof.ssa Fiorella Bartoccini (1977-1986) allora ordinario di storia del Risorgimento presso l'ateneo perugino, a cui ha fatto seguito Raffaele Rossi (1986-2001), senatore della Repubblica. Nel 2001 è stato eletto Mario Tosti, ordinario di Storia moderna presso l’Università di Perugia, che è rimasto in carica fino alla nomina, nel giugno 2020, del commissario straordinario avv. Valter Biscotti.
Al termine della gestione commissariale, dall'ottobre 2021, è stato nominato presidente dell'Istituto il prof. Alberto Stramaccioni, docente di Storia contemporanea presso l'Università per Stranieri di Perugia.

## Attività
L'attività scientifica dell'Istituto privilegia settori quali la storia della Resistenza, la storia della ricostruzione in Umbria, la storia d'impresa, le migrazioni, i totalitarismi, le guerre, gli internamenti e l'immagine della regione nei resoconti dei viaggiatori, le radici storiche dell’umanesimo cristiano e la sua influenza nella cultura civile dell’impresa contemporanea. A tal fine provvede in particolare a: curare e promuovere ricerche studi e pubblicazioni; raccogliere e ordinare documenti, pubblicazioni e ogni altro tipo di testimonianza; formare gruppi di studio e di ricerca; promuovere corsi di aggiornamento per insegnanti e di educazione permanente; adottare ogni altra iniziativa idonea, quali convegni, mostre e seminari. 
Nel perseguire tali scopi l'Istituto stabilisce contatti con il mondo della scuola e instaura rapporti con enti e associazioni aventi fini analoghi, con istituti universitari e istituzioni culturali. 
Ha promosso in collaborazione con l'Icsim (Istituto per la cultura e la storia d'impresa “Franco Momigliano”, con sede a Terni) il Premio Gianfranco Canali, contributo di ricerca in Storia contemporanea, e in collaborazione con la Regione Umbria e la Filef (Federazione italiana lavoratori emigrati e famiglie) il “Premio Pietro Conti”. Ha curato la ricerca e l'allestimento del Museo regionale dell'emigrazione Pietro Conti a Gualdo Tadino, con il quale organizza il concorso video “Memorie migranti”. Dal 2014, in collaborazione con la Società italiana delle storiche organizza il Premio Gisa Giani, riservato a opera a stampa che affrontino in chiave storica le tematiche inerenti al lavoro femminile. Dal 2017 collabora con la Fondazione Ranieri di Sorbello alla borsa di studio “Marilena de Vecchi Ranieri” riservata a progetti di ricerca incentrati su studi documentali, testimonianze di viaggio, disegni, racconti, diari, resoconti e taccuini redatti da stranieri in viaggio nell’Italia Centrale (Umbria, Marche, Toscana).

## Servizi

### Biblioteca

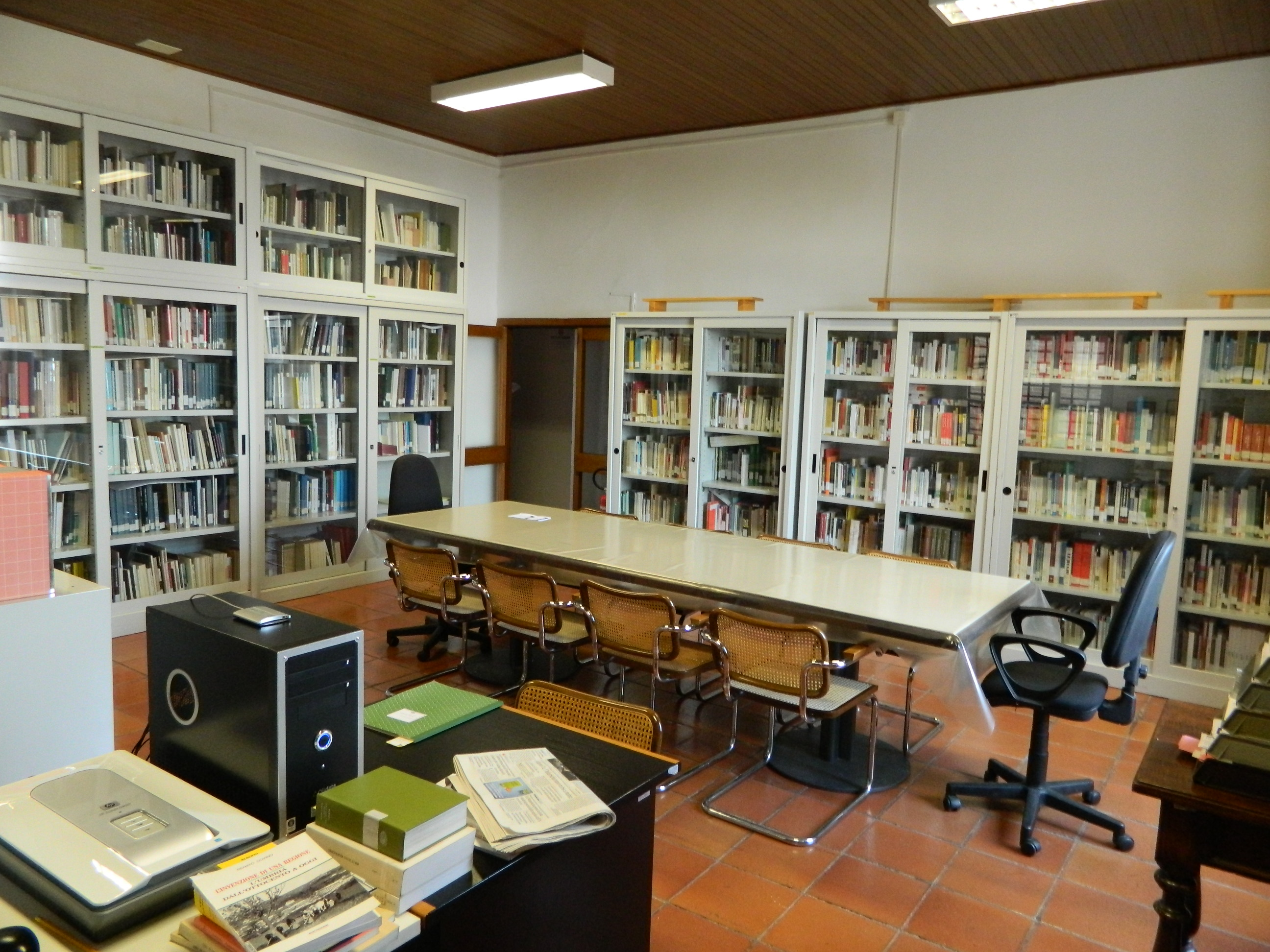
Biblioteca - Sezione locale/Monografie

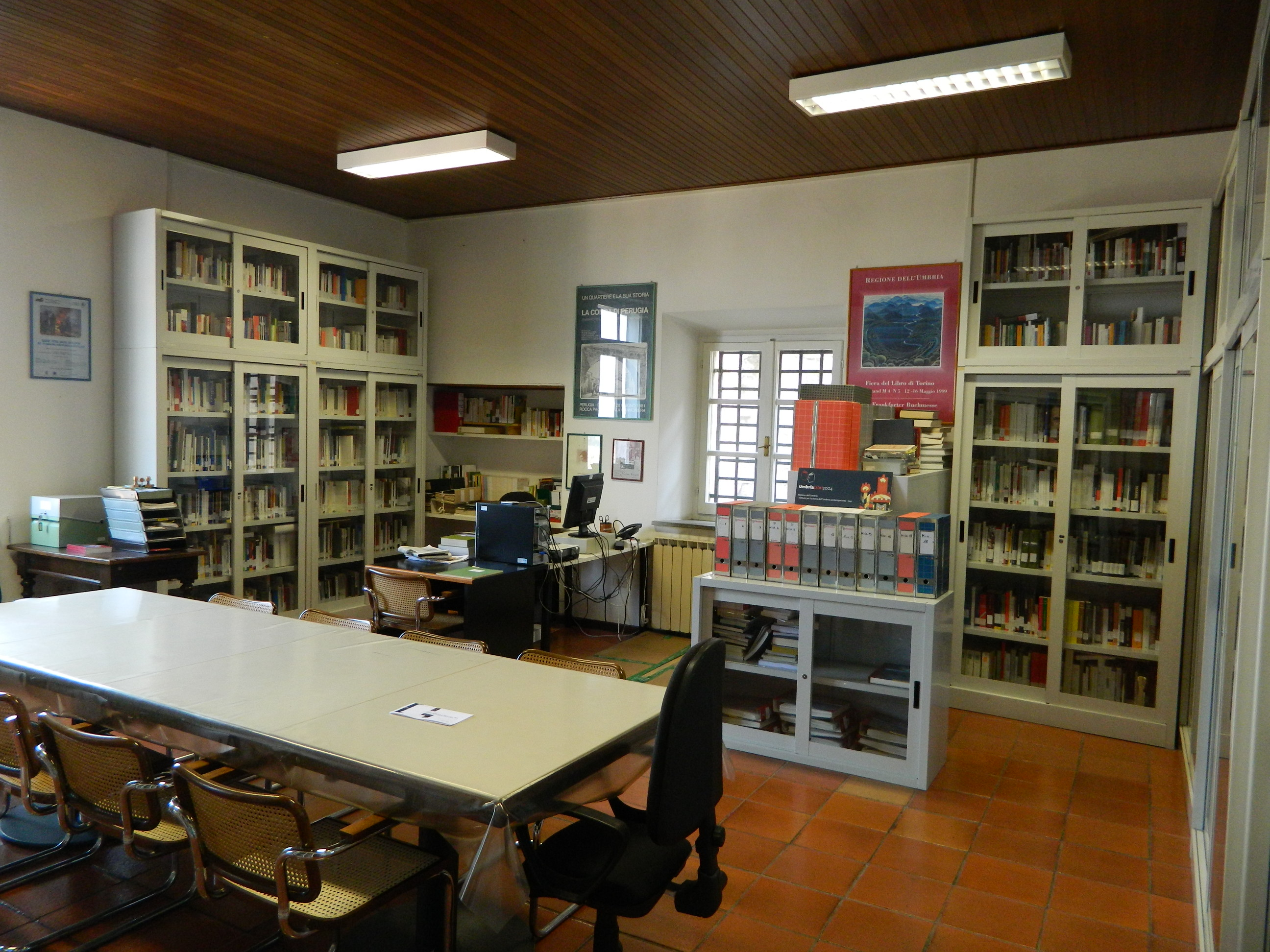
Biblioteca - Monografie

Il patrimonio della biblioteca è di circa 12.000 tra volumi, opuscoli e periodici. Conserva pubblicazioni specialistiche, studi e ricerche di bassa distribuzione: un patrimonio per la conoscenza della rete delle microstorie dell'Umbria dall'Unità a oggi, con particolare attenzione alle due guerre mondiali, a fascismo, antifascismo e Resistenza, al dopoguerra e alla ricostruzione, alla Repubblica italiana, all'emigrazione, all'archeologia industriale, alla didattica della storia.
Nel 2011 l'Istituto, tramite una convenzione, ha acquisito il patrimonio librario del Centro internazionale di documentazione del libro scolastico. La documentazione consiste in oltre 4.000 pubblicazioni fra manuali, libri di testo, riviste pedagogiche provenienti da tutti i Paesi del mondo, grazie alle donazioni di Ambasciate, docenti delle Università straniere e privati cittadini. Dal giugno 2018, a seguito della migrazione dei record bibliografici dal sistema bibliotecario dell’Assemblea legislativa della Regione Umbria al Polo regionale umbro SBN, il catalogo della biblioteca dell’Isuc è accessibile, tramite il portale Umbria Cultura, dall’Opac delle Biblioteche della Regione Umbria.

### Fototeca
Conserva 8.000 fotografie in bianco e nero ed a colori, negativi e diapositive che restituiscono molteplici aspetti della vita politica, economica, sociale della regione a partire dalla seconda metà dell'Ottocento. Il nucleo principale della fototeca conserva immagini che documentano la partecipazione dell'Umbria e dei suoi cittadini ai due conflitti mondiali. Si tratta di un patrimonio di immagini originali e duplicati, raccolto fra donazioni private, versamenti pubblici e archivi delle aziende presenti nel territorio umbro. Nel 2008 le foto sono state catalogate e riprodotte in formato digitale nel catalogo biblioteca on line.

### Videoteca
La videoteca dell'Istituto raccoglie circa 600 tra VHS e dvd relativi alla storia contemporanea dell'Italia, dei quali oltre 130 riguardano nello specifico l'Umbria. Si tratta di documentari e filmati relativi a episodi di storia locale e nazionale che vengono utilizzati per scopi didattici durante i laboratori con le scuole.

### Audioteca
Si compone di 114 nastri contenenti interviste che attraverso testimonianze dirette prendono in considerazione molteplici aspetti della vita e della società umbra dalla Seconda guerra mondiale ai primi anni Cinquanta. Nel 2018 le interviste condotte da Gianfranco Canali (47 registrazioni distribuite su 77 audiocassette) tra il 1974 e il 1995 a esponenti del movimento operaio e dell’antifascismo nel Ternano sono state schedate e digitalizzate a cura del Circolo “Gianni Bosio” di Roma. Lo stesso, nel 2020, ha schedato e digitalizzato le 100 audiocassette contenenti le registrazioni delle interviste raccolte da Alessandro Portelli, prevalentemente nell’area ternana, tra il 1974 e il 1982 per una ricerca poi confluita nella pubblicazione Biografia di una città. Storia e racconto. Terni, 1830-1985 (Einaudi, Torino 1985), nel 2000 con un gruppo di compagni di classe del liceo classico di Terni sulle trasformazioni sociali e culturali della città, e nel 2008 per una ricerca poi confluita nella pubblicazione Acciai Speciali. Terni, la ThyssenKrupp, la globalizzazione (Donzelli, Roma 2008).

### Archivio storico
L'archivio è costituito da circa 300  buste che conservano in originale o in copia fondi di associazioni politiche e culturali, ma anche di privati cittadini. I fondi sono tutti riordinati e disponibili per la consultazione. Recentemente l’Archivio si è arricchito di alcuni materiali relativi alla carriera militare, al servizio in guerra e/o alla prigionia depositati e donati da discendenti di umbri nel secondo conflitto mondiale.

## Pubblicazioni
Nel corso degli anni l'Isuc ha pubblicato oltre cento volumi. Si tratta di lavori promossi dall'Istituto, a completamente dell'attività di ricerca e didattica, oppure sviluppati in collaborazione con ricercatori, altri istituti e anche istituzioni dell'Umbria.
Le pubblicazioni sono raggruppate per collane:
- Archivi
- Cataloghi mostre
- Collaborazioni
- Convegni “Dal conflitto alla libertà”
- Materiali
- Materiali per la memoria
- Memorie
- Museo didattica
- Premio Anppia/Anpi
- Premio Conti
- Quaderni del museo dell'Emigrazione
- Ristampe
- Settimane di storia e studi sull'impresa
- Strumenti
- Studi e Ricerche
- Testimonianze e Materiali
- Umbria/Europa
- Viaggiatori stranieri attraverso l'Umbria

- Fuori collana

## Didattica
L'Istituto è anche agenzia di formazione per insegnanti sulla storia del Novecento, realizza corsi e seminari in collaborazione con le scuole sia con altri enti e istituzioni culturali non solo umbre.
A causa delle misure adottate per contrastare il diffondersi della pandemia da Covid-19 l’attività è stata limitata a webinar dedicati a Risorgimento e Novecento e a un seminario permanente sulla didattica della storia (Insegnare la Shoha, Il totalitarismo fra storia e didattica).

### Laboratori didattici

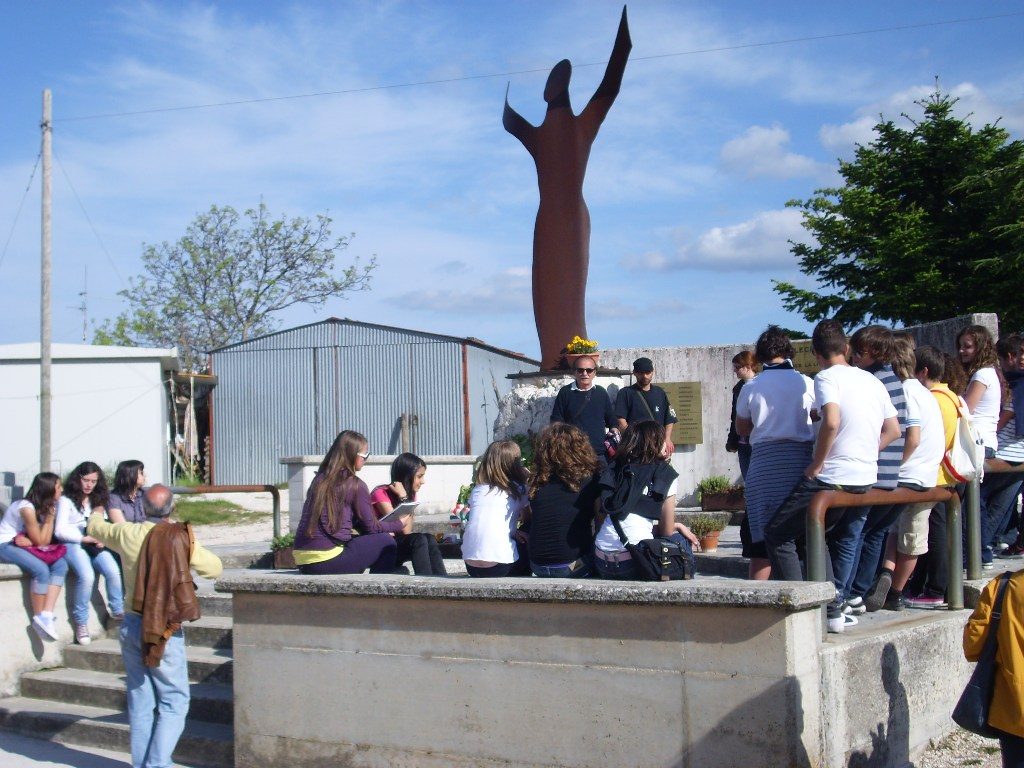
Collecroce

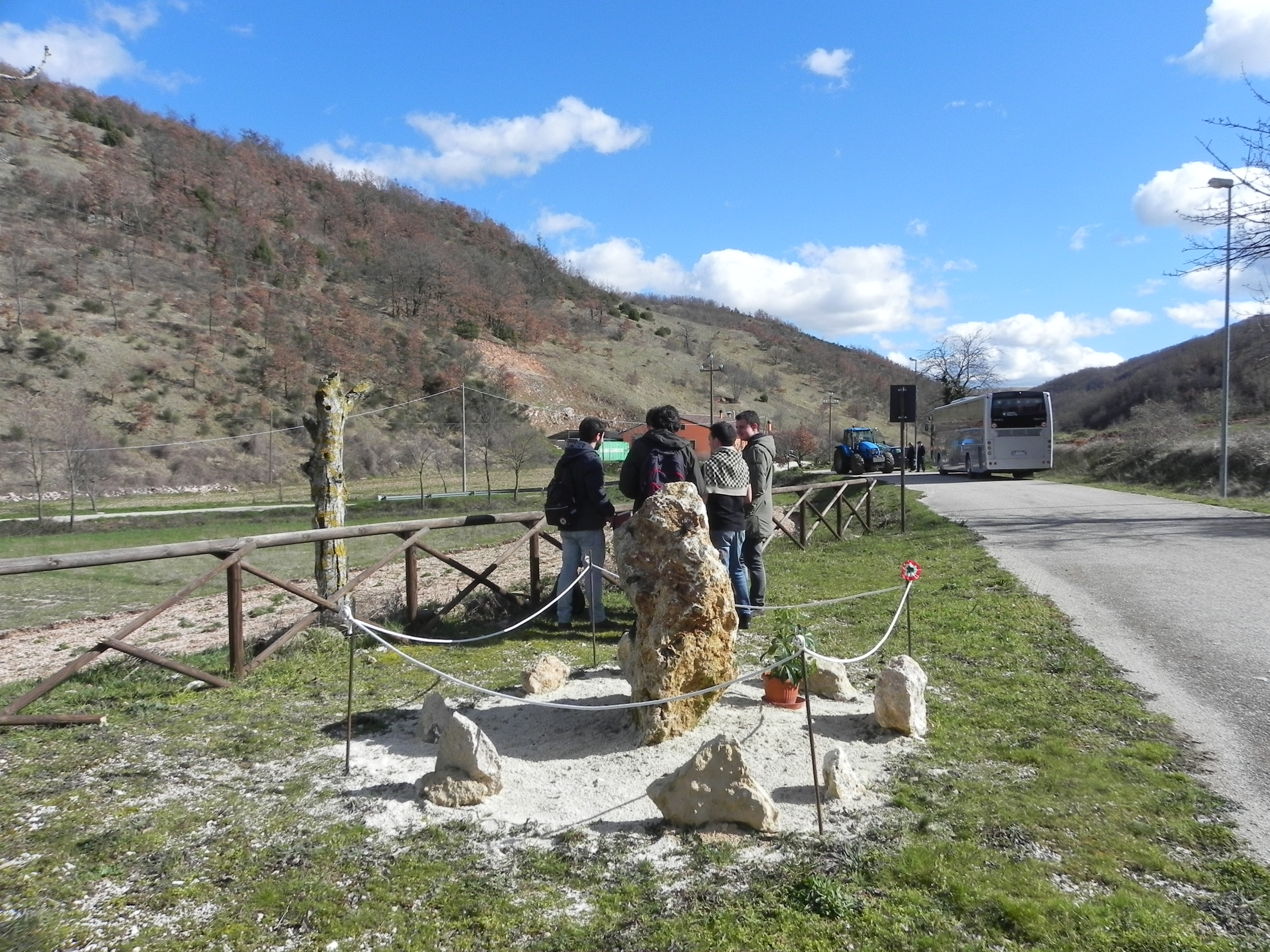
Nocera Umbra - Villaggio Le Prata

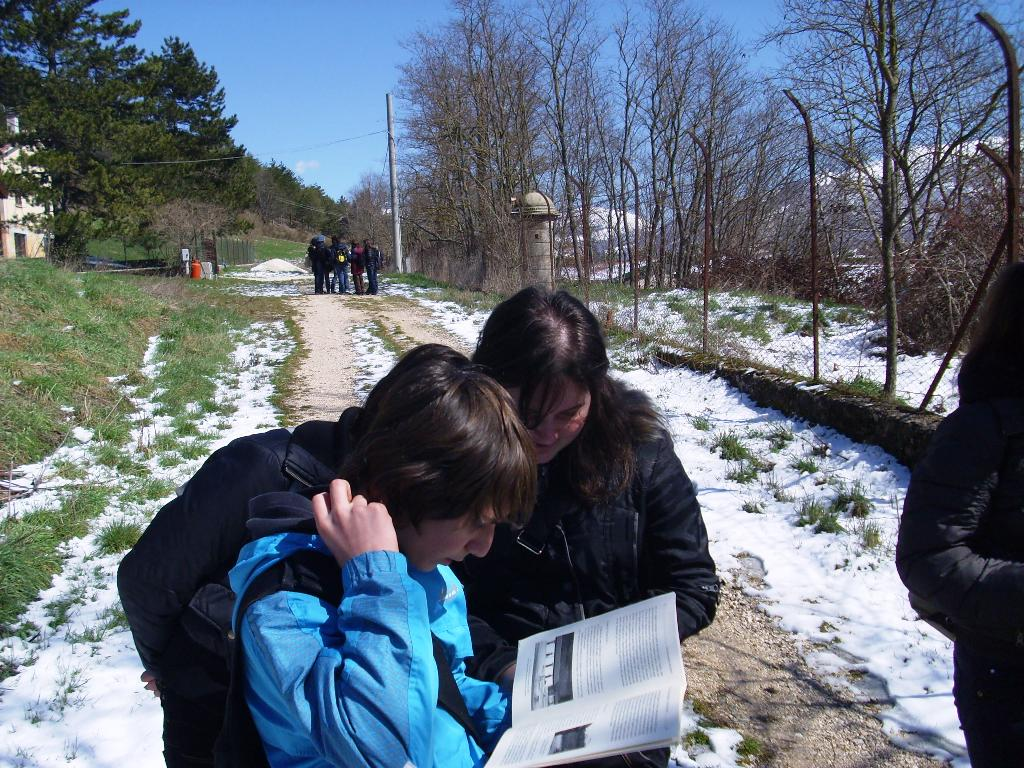
Colfiorito

Da alcuni anni l'Isuc, sulla scorta di un'attività di ricerca e una produzione storiografica locale, perennemente in dialogo con quella nazionale, ha messo a tema un argomento particolare, quello dell'internamento di civili in strutture concentrazionarie allestite dal regime fascista durante la Seconda guerra mondiale in Umbria. Dalla metà del 1942 al settembre 1943, funzionarono sette campi di questo tipo, due dei quali, il campo di internamento di Colfiorito e il PG 77 di Pissignano, destinati quasi esclusivamente a civili montenegrini.
Su tale ambito tematico sono stati costruiti due laboratori didattici sul luogo a Colfiorito, Collecroce e Pissignano, con il supporto di pubblicazioni edite dall'Istituto. Fino al 2019 circa 10.000 studenti, con i loro insegnanti, hanno fruito dei laboratori didattici organizzati dall’Isuc presso le diverse scuole.
Inoltre, dal 2008, fino al 2019, l'Istituto, grazie anche alla collaborazione con la Provincia di Perugia è il responsabile scientifico dei viaggi di istruzione ad Auschwitz, Bassovizza, Rieeca/Fiume, Arbe, in cui i luoghi vengono letti attraverso la chiave dei diritti negati. Hanno aderito al progetto scuole medie e superiori umbre, polacche e croate.

### Sportello scuola
Partendo dai presupposti pedagogici della scuola attiva e democratica, gli Istituti della resistenza hanno tenuto vivo il dibattito sulla didattica della storia e si sono posti fra i primi promotori della strategia del laboratorio sui documenti. Fino al 2019 l’Isuc ha progettato con i docenti percorsi metodologici di ricerca didattica e ha gestito uno sportello di consulenza per studenti ed insegnanti. Per rispondere alle trasformazioni socio-culturali e tecnologiche in atto si è prestata attenzione all'Educazione alla cittadinanza, in considerazione dell’alta percentuale di “nati altrove” presenti nelle scuole umbre e della questione della cittadinanza europea. Inoltre, in considerazione della quantità di informazioni rese disponibili dal web ci si è concentrati sulla loro selezione e interpretazione critica.

### Educazione alla cittadinanza
Negli anni ha partecipato a progetti europei in sinergia con istituzioni nazionali e internazionali e alla relativa produzione di strumenti didattici come giochi e quaderni.
Proprio in questo ambito è nato il progetto Human Rights Sunirse – Hu.Ri.Su. con l'obiettivo comune di fornire agli studenti e agli insegnanti beneficiari la consapevolezza dei diritti fondamentali dell'uomo e dei principi e valori comuni su cui si fonda la cittadinanza europea, nella convinzione che la cultura dei diritti umani, nell'attuale mondo globalizzato deve diventare imprescindibile fondamento della politica, dell'economia e delle relazioni sociali.
Il progetto è giunto alla sua fase finale con la realizzazione della prima edizione del Gioco della Cultura dei Diritti Umani. Un modo nuovo di affrontare tematiche serie ed epocali che attengono al cammino della nostra civiltà e alla nostra contemporaneità. Esso restituisce al gioco la sua natura profondamente educativa e rappresenta per i giovani uno strumento utile per conoscere, comprendere e fare propria la cultura dei diritti umani e le sue progressive evoluzioni.

## Dizionario biografico umbro dell'Antifascismo e della Resistenza
Nell'attività dell'Isuc ha avuto un'importanza particolare la riscoperta di personaggi dimenticati dell'antifascismo umbro e della loro attività durante la dittatura, uguale rilevanza è stata data ai protagonisti della Resistenza nella regione, attraverso la pubblicazione di memorie, diari e autobiografie. Mancando un lavoro analitico che possa offrire un panorama completo delle figure e dei personaggi noti e meno noti attivi durante il ventennio fascista e durante la guerra di liberazione, la proposta di un dizionario biografico risponde a questo scopo.
Per l'antifascismo le voci riguardano gli ammoniti, i sottoposti al confino, i sorvegliati, i condannati dal Tribunale speciale; per la Resistenza invece i membri dei CLN cittadini e provinciali, i comandi delle brigate e delle bande partigiane, i dirigenti dei partiti antifascisti e i membri dell'amministrazione civile nelle zone libere. Una particolare attenzione viene data a stranieri con posizioni rilevanti nella resistenza umbra e di umbri che partecipano alla guerra di liberazione in altri paesi europei.